# Stethojulis strigiventer
Stethojulis strigiventer är en fiskart som först beskrevs av Bennett, 1833.  Stethojulis strigiventer ingår i släktet Stethojulis och familjen läppfiskar. IUCN kategoriserar arten globalt som livskraftig. Inga underarter finns listade i Catalogue of Life.